# Диафильм

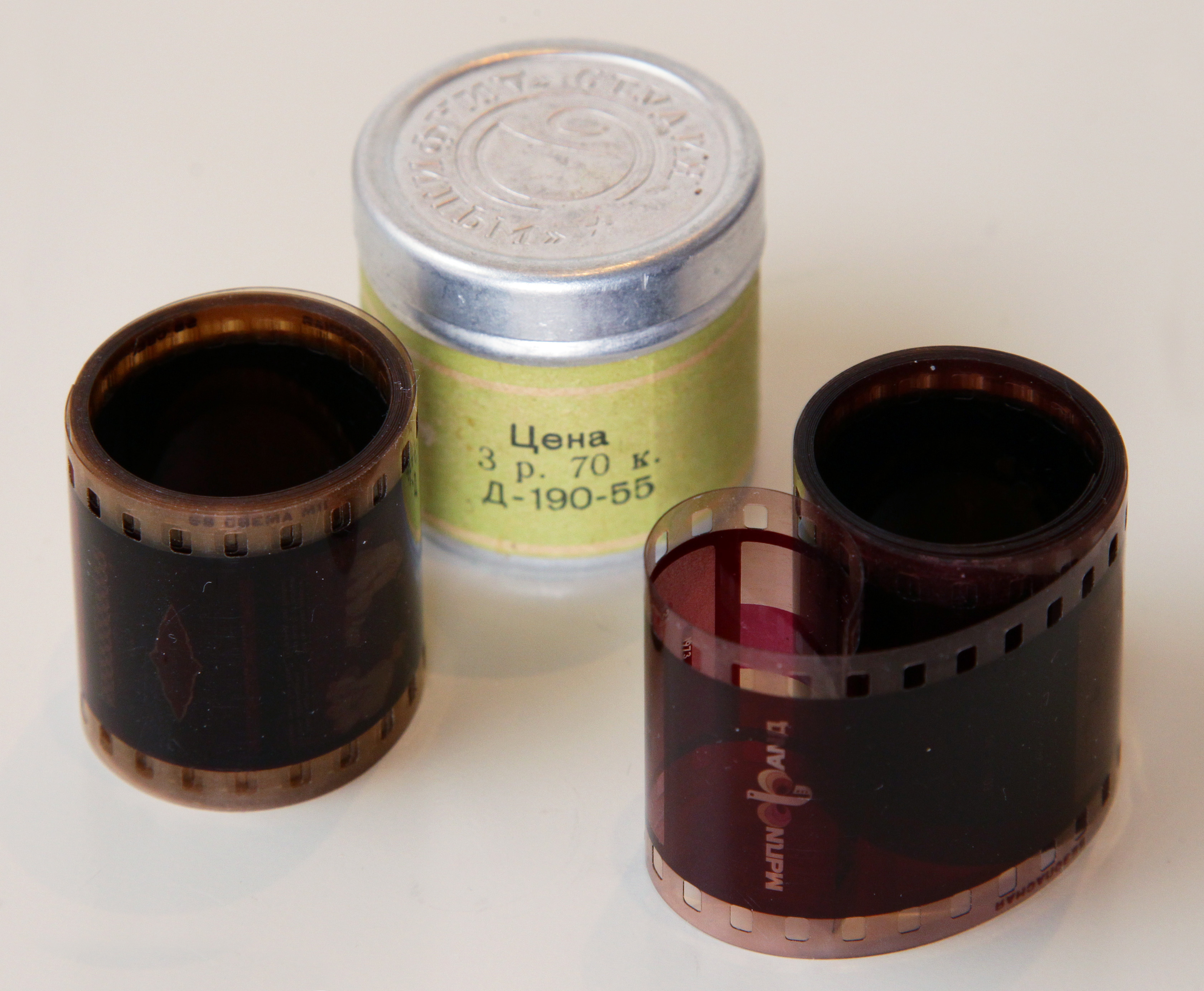
Рулоны с диафильмами и алюминиевый тубус для их хранения.

Диафи́льм — разновидность слайд-шоу, сопровождаемого титрами, которая использовалась в образовательных и развлекательных целях до конца XX века, когда была вытеснена фильмами на видеокассетах, а позднее на DVD. Диафильмы были дешёвой альтернативой узкоплёночных кинопроекторов, требующих специальных навыков и дорогих в обслуживании. В СССР были особенно популярны в детских дошкольных учреждениях, некоторые из которых до сих пор заменяют чтение вслух показом диафильмов.
То же название «Диафильм» носила студия, основанная в Москве в 1930 году и занимавшаяся созданием и тиражированием таких фильмов.

## Особенности

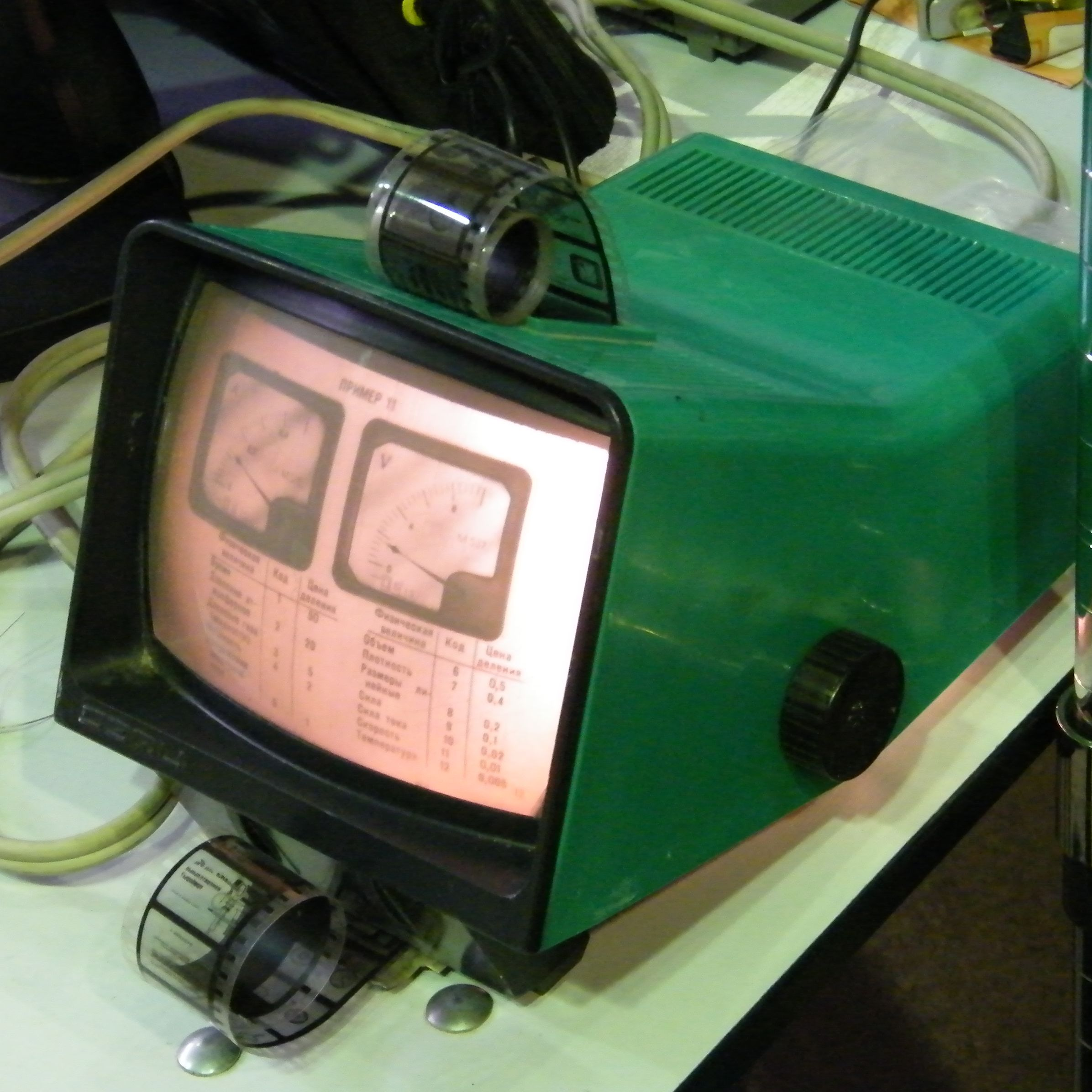
Фильмоскоп
«ДЭФ-4» с просветным экраном
СССР, 1980-е годы

Диафильм представляет собой отрезок, как правило, позитивной киноплёнки формата не превышающего 35-мм с отпечатанной последовательностью из 30—50 позитивных кадров; самый распространённый размер кадра — 18×24 мм. Кадры диафильма выстроены в определённом порядке и сопровождаются титрами, превращающими фильм в иллюстрированный рассказ. В диафильмах чаще всего использовались репродукции рисунков, специально созданных художником для этой цели. Значительно реже использовались фотографии, причём в последнем случае создавались фотоколлажи из нескольких снимков в одном кадре с текстовыми комментариями.
Просмотр диафильма осуществлялся через диапроектор (первоначально называвшийся алоскоп) или, позднее, на фильмоскопе.
Кроме того, дополнительным модулем для диафильмов оснащались некоторые диапроекторы среднего класса. Существовала категория универсальных компактных устройств, пригодных для просмотра как диафильмов, так и одиночных малоформатных слайдов с их ручной сменой.
Движение плёнки в фильмоскопе происходит вертикально сверху вниз, как в кинопроекторе. Диафильмы почти буквально заимствуют формат и эстетику немого кинематографа: наличие титров, способ повествования, размер плёнки и кадра. При этом, конструкция фильмоскопа значительно проще, чем у кинопроектора, делая его общедоступным.
Наиболее технологичный способ массового изготовления диафильмов — контактная печать на позитивной киноплёнке. Технология сходна с изготовлением фильмокопий, поэтому осуществлялась на киностудиях и кинокопировальных фабриках. Выпускалась специальная аппаратура контактной и оптической печати диапозитивов, разработанная на основе серийных кинокопировальных аппаратов. Например, в СССР для этих целей в ЦКБК был сконструирован аппарат «КД-35». Оригинальный негатив получается путём репродукции картин или фотографий, смонтированных с текстом на общей твёрдой поверхности. После этого он склеивался в кольцо, и с него печатался тираж диафильмов на рулоне позитивной плёнки длиной 300 м. После проявления киноплёнка разрезается на отдельные диафильмы и упаковывается в индивидуальные коробки.

## Область применения

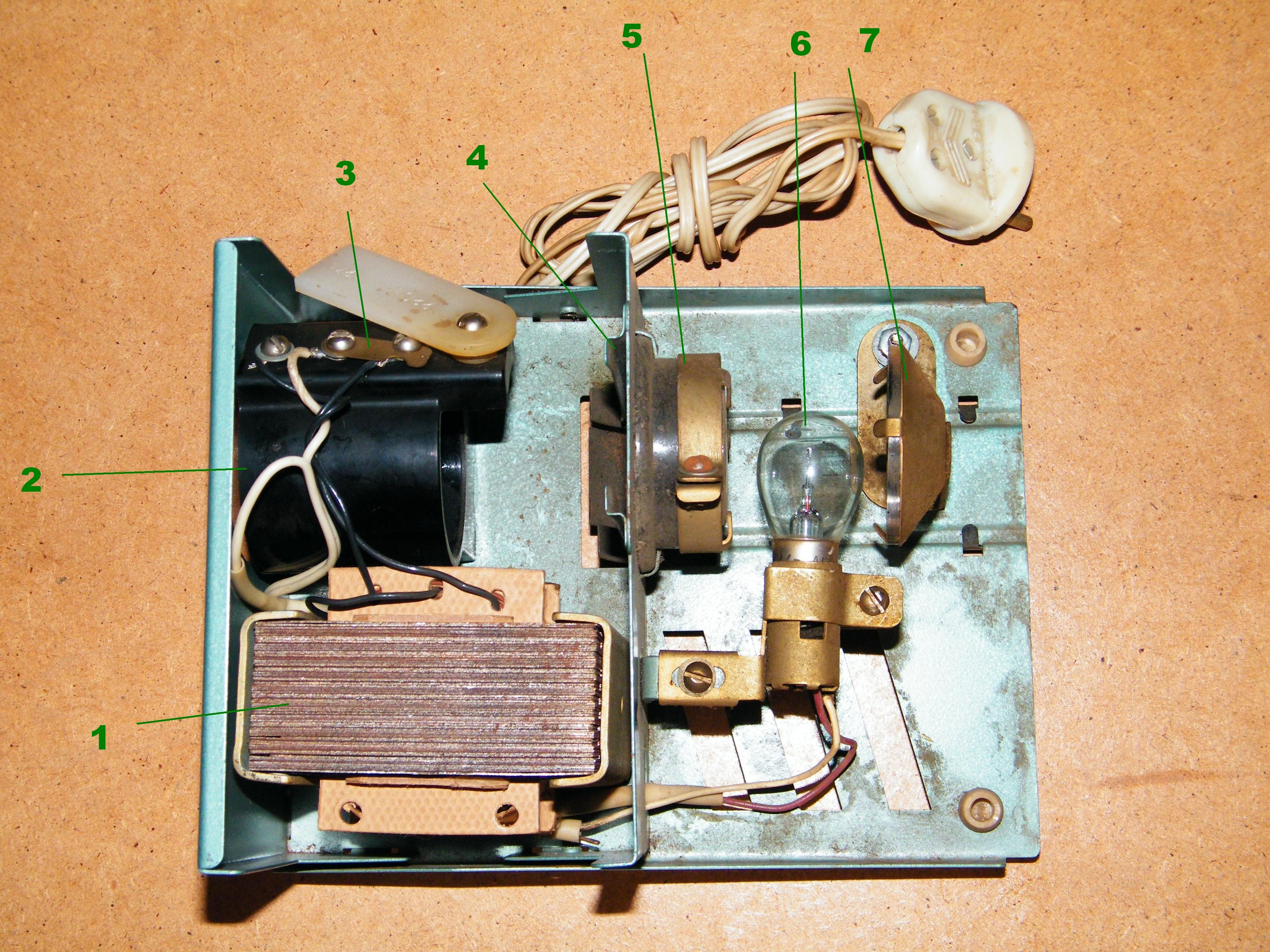
Устройство детского фильмоскопа:
1 — понижающий трансформатор
2 — объектив
3 — переключатель напряжения сети (127—220 вольт)
4 — фильмовый тракт
5 — конденсор
6 — лампа накаливания на напряжение 6 вольт
7 — рефлектор

В СССР диафильмы были самым доступным экранным шоу. Фильмоскоп был доступен любой советской семье. В отличие от зарубежных диафильмов учебной тематики, в советских была велика доля сказок и литературных произведений. Наличие титров часто использовалось для тренировки навыков чтения.
В отличие от иностранной практики снабжения каждого диафильма грампластинкой или компакт-кассетой со звуковым сопровождением, лишь небольшое количество советских диафильмов выпускалось с дополнительной фонограммой. Кроме виниловых пластинок в СССР фонограмма поставлялась на магнитофонных катушках. В настоящий момент диафильмы выпускаются в России и в Венгрии, в том числе на русском языке. Стоит отметить, что диафильмы, выпущенные в последнее время в России, не репродуцируются с оригинальных иллюстраций, а являются перепечаткой старых плёнок и отличаются низким качеством.
В 1993 г. студия «Диафильм» перестала выпускать и переиздавать диафильмы, и вскоре они практически вышли из употребления. Однако в последнее время интерес к диафильмам снова вырос, и сейчас в Китае выпускаются диапроекторы «Реджио», а в Белоруссии продолжается выпуск модели «Пеленг-500».

## Различия диафильма и диапозитива и средства просмотра
- Фактически диафильм — это неразрезанный диапозитив без рамок. Длина диафильма, как правило, была около 1 м;
- Размер кадра диафильма — 18×24 мм (полезное пространство составляет 17×23 мм). Диапозитив или слайд на 35-мм фотоплёнке, как правило, имеет размер кадра 24×36 мм. В связи с этим разрешающая способность диафильма ниже, чем у стандартного малоформатного слайда, но не уступает разрешающей способности кинофильма классического формата с размером кадра 16×22 мм;
- Просмотр диафильмов возможен на фильмоскопах или более дорогих диапроекторах, оснащённых модулем для диафильмов;
- Благодаря сравнительно низкой стоимости фильмоскопов (дешёвые — от 5 руб. 70 коп., средний класс — около 30 рублей) просмотр диафильмов был широко распространён в семьях, где были маленькие дети. Дорогие диапроекторы типа «Пеленг», «ЛЭТИ» (высшего класса по цене 187—260 руб.), имеющие приставку для транспортировки диафильмов, обычно применялись в лекторской работе;
- Кадры диафильма неразрывно связаны между собой, в отличие от отдельных диапозитивов, их невозможно перепутать при просмотре или потерять.

## Производство диафильмов
Основным производителем диафильмов в Советском Союзе являлась московская студия «Диафильм». Кроме детских диафильмов выпускался большой ассортимент учебных, в том числе на производственную тематику. Ряд фильмов был засекречен, поскольку предназначался для спецслужб. Также диафильмы производили студии в Ленинграде, Киеве («Укркинохроника») и Ташкенте. Плёнки тиражировали в Харькове и Рязани на кинокопировальных фабриках. За рубежом диафильмы производились компаниями CBS, The New York Times Company, Coronet Films и другими медиахолдингами или издательствами, начиная с 1950-х годов. Аналогичное производство было налажено на производственной базе киностудий в странах соцблока: Польше, Венгрии и других. Тематика иностранных диафильмов была в большей степени образовательной, тогда как в СССР предпочтение отдавалось сказкам и литературным произведениям. Ряд диафильмов для детей выпущен студией Уолта Диснея.
Стоимость советского диафильма, традиционно продававшегося без фонограммы, в 1970—1980-е годы составляла 30 копеек за цветной и 20 копеек за чёрно-белый варианты. Большинство зарубежных диафильмов в обязательном порядке снабжалось звуком на грампластинке, а позднее — на компакт-кассете. Такая фонограмма содержала низкочастотные сигналы в местах смены кадра, запускавшие механизм протяжки автоматических фильмоскопов. В СССР технология синхронизации показа и звукового сопровождения так и не была освоена, поэтому лишь единичные фильмы комплектовались грампластинками. При этом смена кадров диафильма производилась вручную, а звукоряд составлялся так, чтобы точная синхронизация не требовалась.
Кроме промышленного производства диафильмов было доступно их самостоятельное изготовление при помощи полуформатных фотоаппаратов, размер кадрового окна которых совпадает с форматом диафильмов. При этом использовались обращаемые цветные или чёрно-белые фотоплёнки. В этом случае делались репродукции рисунков, снабжённых подписями, или прямая съёмка сюжетов по готовому сценарию. В последнем случае диафильм получался без титров. При создании учебных диафильмов, состоящих из чертежей, использовалась контрастная негативная плёнка, поскольку в этом случае изображение на экране так же информативно и меньше утомляет зрение. Гораздо реже в любительской практике использовался негативно-позитивный процесс из-за трудоёмкости печати. Промышленностью выпускалась копировальная приставка «АКД-55», предназначенная для самостоятельной печати диафильмов на чёрно-белой позитивной плёнке.